# Линия Юракутё (Tokyo Metro)
Линия Юракутё (яп. 有楽町線 Ю:ракутё:-сэн) — одна из линий Токийского метрополитена, относится к сети Tokyo Metro.
Полное название — Линия 8: Юракутё (яп. 8号線有楽町線 хати-го:-сэн ю:ракутё:-сэн). Протяжённость составляет 28,3 км. На всех станциях линии установлены автоматические платформенные ворота.
На картах, схемах и дорожных указателях линия изображена светло-коричневым цветом, а её станции отмечены значком .